# Йохан Региомонтан
Йохан Мюлер фон Кьонигсберг (на немски: Johannes Müller von Königsberg), познат като Региомонтан, е един от най-значимите германски астрономи и математици от 15 век. Не само неговите съвременници, а и поколения по-късно, го считат за баща на астролабията.

## Биография
Роден е на 6 юни 1436 година в Кьонигсберг, Бавария, тогава част от Свещената римска империя. Едва 11-годишен е приет в Университета в Лайпциг. Три години по-късно продължава академичното си обучение в Университета Alma Mater Rudolphina във Виена. През 1457 се дипломира и започва да преподава оптика и древна литература.
През 1459 изработва хороскоп на новородения Максимилиан I Хабсбургски с помощта на астролабия. Превежда „Алмагест“ на Птолемей, допринесъл за голямото приложение на астролабията.
Между 1462 и 1464 година работи в Рим, при кардинал Висарион. Региомонтан пише „De Triangulis omnimodus“ през 1464, а по-късно и „Epytoma in almagesti Ptolemei“. Николай Коперник цитира „Epytoma“ като едно от съчиненията, които са му оказали силно влияние. В книгата му „De Triangulis“ („За триъгълниците“), много задачи за построяване на триъгълници са решени алгебрически, а не с помощта на геометрията. Това е първото съчинение в Европа, в което тригонометрията се разглежда като самостоятелна дисциплина.
През 1471 в Нюрнберг Региомонтан основава една от първите астрономически обсерватории в Европа. В същата сграда, 3 години по-късно, Региомонтан издава известните си „Ефемериди“ – таблици за координатите на звездите, положението на планетите и затъмненията за всеки ден от 1475 до 1506 година. Това са първите типографски отпечатани астрономически таблици. Тези таблици са използвани от Вашку да Гама, христофор Колумб и други мореплаватели.
Умира на 6 юли 1476 година в Рим на 40-годишна възраст.